# Nikon F70

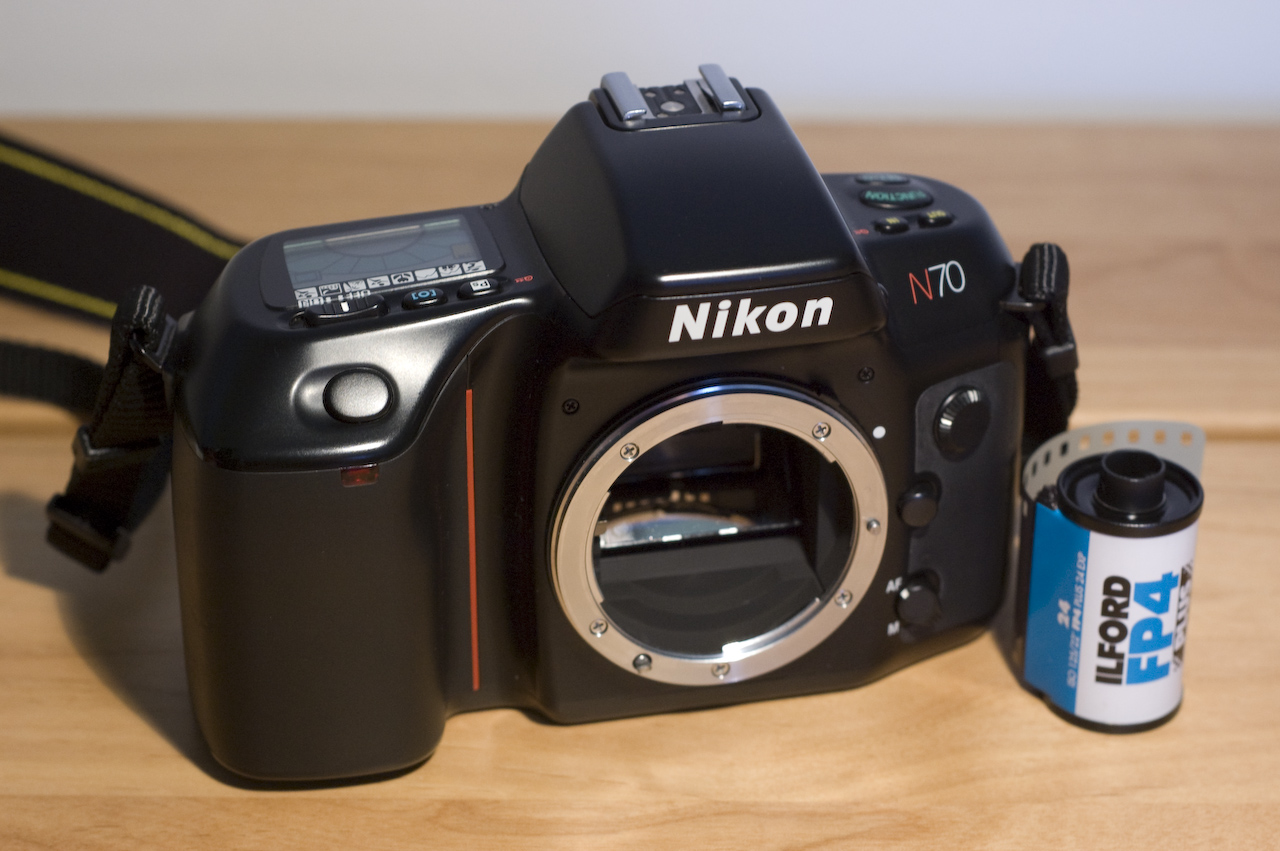
Nikon N70 (Versione per gli USA)

La Nikon F70 (o N70 come è nota negli Stati Uniti) era una fotocamera reflex prodotta dalla società giapponese Nikon. Introdotta nel 1994. Questa fotocamera è nota per la sua insolita interfaccia utente che utilizza una combinazione di funzioni e pulsanti di impostazione insieme alla rotella per navigare tra le impostazioni accluse. È abbastanza diverso rispetto alle altre reflex Nikon della stessa epoca.
Sostituisce la Nikon F60 e in seguito verrà sostituita dal modello Nikon F80.